# Zofia Kalisz
Zofia Michalina Kalisz z domu Wierzyńska (ur. 15 maja 1937 w Zdołbunowie) – polska polityk, posłanka na Sejm PRL VIII kadencji.

## Życiorys
Córka Mariana i Stanisławy. Uzyskała tytuł zawodowy magistra inżyniera ekonomiki rolnictwa, ukończyła studia w Wyższej Szkole Rolniczej we Wrocławiu oraz w Szkoła Główna Gospodarstwa Wiejskiego w Warszawie. Do Zjednoczonego Stronnictwa Ludowego wstąpiła w 1960. Po ukończeniu studiów od 1965 do 1975 pracowała w Wojewódzkim Związku Kółek Rolniczych w Opolu jako kierownik wydziału. Była prezesem Wojewódzkiego Komitetu ZSL w Toruniu (od 1975) i Zamościu (od 1980). Była także zastępcą członka Naczelnego Komitetu tej partii. W latach 1980–1985 pełniła mandat posłanki na Sejm PRL VIII kadencji w okręgu Zamość. Zasiadała w Komisji Oświaty i Wychowania, Komisji Do Spraw Samorządu Pracowniczego Przedsiębiorstw, Komisji Spraw Wewnętrznych i Wymiaru Sprawiedliwości oraz w Komisji Nadzwyczajnej do rozpatrzenia projektu ustawy „Ordynacja Wyborcza do Sejmu PRL”.

## Odznaczenia
- Krzyż Kawalerski Orderu Odrodzenia Polski
- Złoty Krzyż Zasługi
- Brązowy Krzyż Zasługi
- Medal 30-lecia Polski Ludowej